# Prunus beccarii
Prunus beccarii — вид квіткових рослин з родини трояндових (Rosaceae). Ареал охоплює такі країни: Бруней, Індонезія (Калімантан, Суматера), Малайзія (Сабах, Саравак).

## Середовище
Росте в низинних лісах на висоті від 0 до 900 метрів. Основними загрозами для цього виду є вирубка лісів та руйнування середовища існування через перетворення на сільськогосподарські угіддя та плантації. На місцевому рівні деяким субпопуляціям загрожує міська, дорожня та туристична забудова.

## Морфологічна характеристика
Це кущ/дерево заввишки до 27 метрів.